# Côn Ngô
Côn Ngô Quốc (chữ Hán: 昆吾國) là tên một quốc gia bộ lạc, một nước chư hầu của nhà Hạ - tồn tại trong khoảng thời gian trên 400 năm, tính từ khi được Hạ Vũ phân phong cho đến khi bị vua Thành Thang nhà Thương tiêu diệt.

## Hình thành
Côn Ngô cũng là tên vị quân chủ đầu tiên của nước Côn Ngô thời nhà Hạ, theo Sử ký Tư Mã Thiên phần Sở thế gia thì Côn Ngô là hậu duệ đời thứ sáu của đế Chuyên Húc - con trai trưởng của Lục Chung. Vì ông lập nhiều công trạng trong việc giúp đỡ Đại Vũ trị thủy nên sau khi lên ngôi Đại Vũ đã lấy luôn tên ông đặt tên đất phong thưởng cho là nước Côn Ngô - nay thuộc địa cấp thị Hứa Xương của tỉnh Hà Nam, Trung Quốc. Hậu duệ Côn Ngô luôn luôn thuần phục nhà Hạ, hễ có lệnh của thiên tử thì lập tức vua nước Côn Ngô cử binh hưởng ứng ngay.

## Diệt vong
Vào thời Kiệt Vương, thiên tử do quá bạo ngược nên để mất lòng dân chúng, vua Thành Thang nước Thương muốn lật đổ nhưng còn e các chư hầu trung thành với nhà Hạ nên chưa động thủ. Bấy giờ Y Doãn hiến kế cho vua Thang thử không triều cống xem sao, vua Thang làm theo thì lập tức Kiệt Vương hạ lệnh cho chư hầu hưng binh trừng phạt Thương - nước Côn Ngô cũng tham gia liên minh này. Vua Thang thấy vậy bèn dâng biểu tạ tội và xin triều cống như cũ, Hạ Kiệt cho rằng nước Thương đã biết lỗi nên không hạch tội nữa. Một thời gian sau vua Kiệt càng ngày càng bạo ngược, vua Thang thực hiện chính sách trừ khử vây cánh nhà Hạ. Thang đem quân tiêu diệt dần các nước thân Hạ như: Cát, Vĩ, Cổ..v..v..nước Côn Ngô bị tiêu diệt sau chót nhất, nhà Hạ mất hết lá chắn cuối cùng bị nhà Thương thay thế.
Côn Ngô là nước mạnh nhất trong các chư hầu nhà Hạ, do đó nước Thương của vua Thang nhiều phen cử binh chinh phạt nhưng cũng lắm lúc thua trận. Chiến tranh giữa 2 nước xảy ra không ngớt khiến nhân dân phải liên tục sơ tán, nhưng sau do Hạ Kiệt bị Muội Hỷ mê hoặc nên đắm chìm trong tửu sắc không phái binh viện trợ nước Côn Ngô nữa mà nước ấy diệt vong.

## xem thêm
- Lục Chung
- Tham Hồ
- Bành Tổ

## tham khảo
- Sử Ký Tư Mã Thiên - Sở thế gia
- Tư trị thông giám - phần ngoại kỷ
- Trúc thư kỷ niên
- Giáp cốt văn - phần viết về vua Thành Thang
- sách vương triều và hoàng đế Trung Quốc - kỷ nhà Thương - đoạn viết về vua Thành Thang